# ジミー・ホーン
ジミー・ホーン（Jimmy Haun）は、アメリカ合衆国のギタリスト、映画音楽作曲家、映画プロデューサー。ギターは左利き。
娘は、女優で歌手のリンジー・ホーン。父は、エド・サリヴァン・ショーにも出演したオペラ歌手のRouvaun。

## 音楽活動

### 参加アルバム
- 結晶 (イエスのアルバム)[2]

### 協演ミュージシャン
- エア・サプライ
- ジョン・アンド・ヴァンゲリス
- 喜多郎

### 映画音楽
- 『シークレット・ロード（原題：Boulevard）』（2014年）[4]　俳優ロビン・ウィリアムズの遺作・主演作。　エンディング曲『グッバイ、ジョイ』の歌唱も兼ねた[5]。

## 製作映画作品
- 『ナノブラッド』（アマンダ・フラー主演、娘のリンジーが監督、共同製作クインビー・メルトン）[6]